# Îngerul nr. 1

„Angel One” este un episod din primul sezon al serialul științifico-fantastic „Star Trek: Generația următoare”. Scenariul este scris de Patrick Barry; regizor este Michael Rhodes. A avut premiera la 25 ianuarie 1988.

## Prezentare
Nava Enterprise vizitează o planetă dominată de femei, pentru a salva supreviețuitori ai unei nave cargou prăbușite.